# Южный Урал
Ю́жный Ура́л — южная и наиболее широкая горная система Уральских гор, располагается между Средним Уралом и Мугоджарами. С запада и востока ограничена Восточно-Европейской и Западно-Сибирской равнинами.
Одним из вариантов северной границы является река Уфа в районе посёлка Нижний Уфалей, другим вариантом является гора Юрма. Южной границей с Мугоджарами считается река Урал на территории Актюбинской области Республики Казахстан.
Наивысшая вершина: гора Ямантау (1640,4 м). За счёт примыкания широких предгорий Южный Урал расширяется до 250 км при средней ширине Уральских гор от 40 до 150 км. Длина 550 км.

## Рельеф и геологическое строение

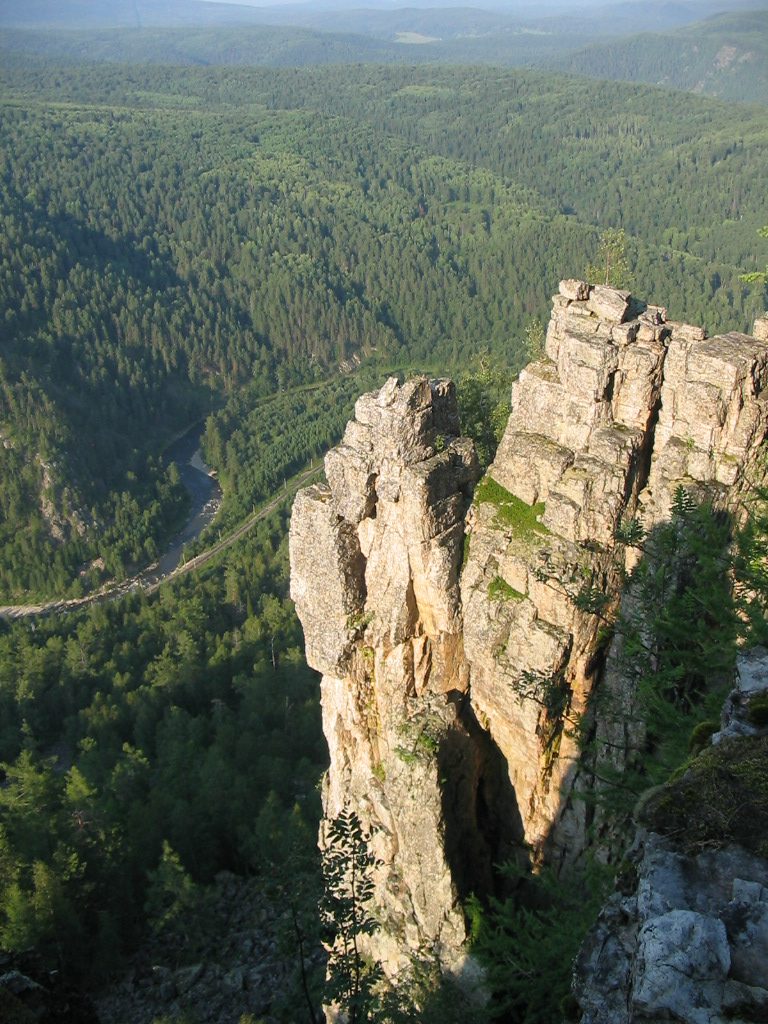
Скалы Айгир и река Инзер

Рельеф сложный. Разновысотные хребты юго-западного и меридионального направления расчленены глубокими продольными и, поперечными понижениями долинами.
Осью горной системы является хребет Уралтау, который является водоразделом между бассейнами рек Волги и Урала. Он протянулся в восточной части на 500 км, имея в ширину от 5 до 30 км. Самая высокая вершина его достигает 1067 м (гора Арвяк-Рязь (Арвякрязь), южнее города Белорецка). Средняя высота хребта 800—900 м, а прилегающие долины лежат на 400—500 м ниже. Хребет Уралтау состоит из нескольких параллельных гряд и небольших отрогов, которые разделены широкими ложбинами. Очертания их выровненные, мягкие. Только на некоторых вершинах поднимаются небольшие сопки и гребни из сланцев, кварцитов и конгломератов.

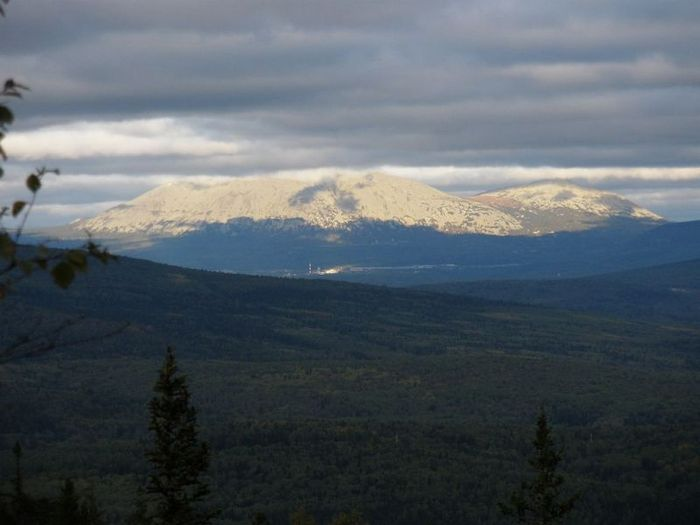
Гора Ямантау — высшая точка Южного Урала

Долина реки Белой отделяет к западу несколько параллельных более высоких и скалистых цепей. Самые высокие хребты Ямантау, Иремель, Зигальга, Машак. Они сложены очень твёрдыми кварцевыми песчаниками и глинистыми сланцами. Для рельефа их очень характерны ступенчатые склоны, широкие нагорные террасы и каменистые вершины. Склоны горных массивов покрыты хвойным лесом до высоты 1100 м, а выше этой линии преобладают каменные россыпи. На нагорных террасах и сопковидных вершинах сохранились стенообразные скалы (останцы), составляющие гребень некоторых гор.
Западнее идёт полоса передовых горных цепей, имеющих среднюю высоту значительно ниже 1 000 м, лишь немногие вершины поднимаются выше. Горные цепи отделены друг от друга более широкими продольными долинами рек, а узкие поперечные долины разделяют каждую цепь на хребты и массивы. Это хребты Зильмердак, Юрматау, Колу, Каратау.
Восточнее хребта Уралтау протянулась цепь передовых восточных хребтов Южного Урала: Ирендык и Крыктытау. Они сложены не только осадочными, но и вулканическими породами. Горы сильно разрушены, вершины их плоские, но там, где обнажаются вулканические породы, встречаются скалы, гребни. На юге Оренбургской области горы заканчиваются и начинается степь, а затем полупустыня.

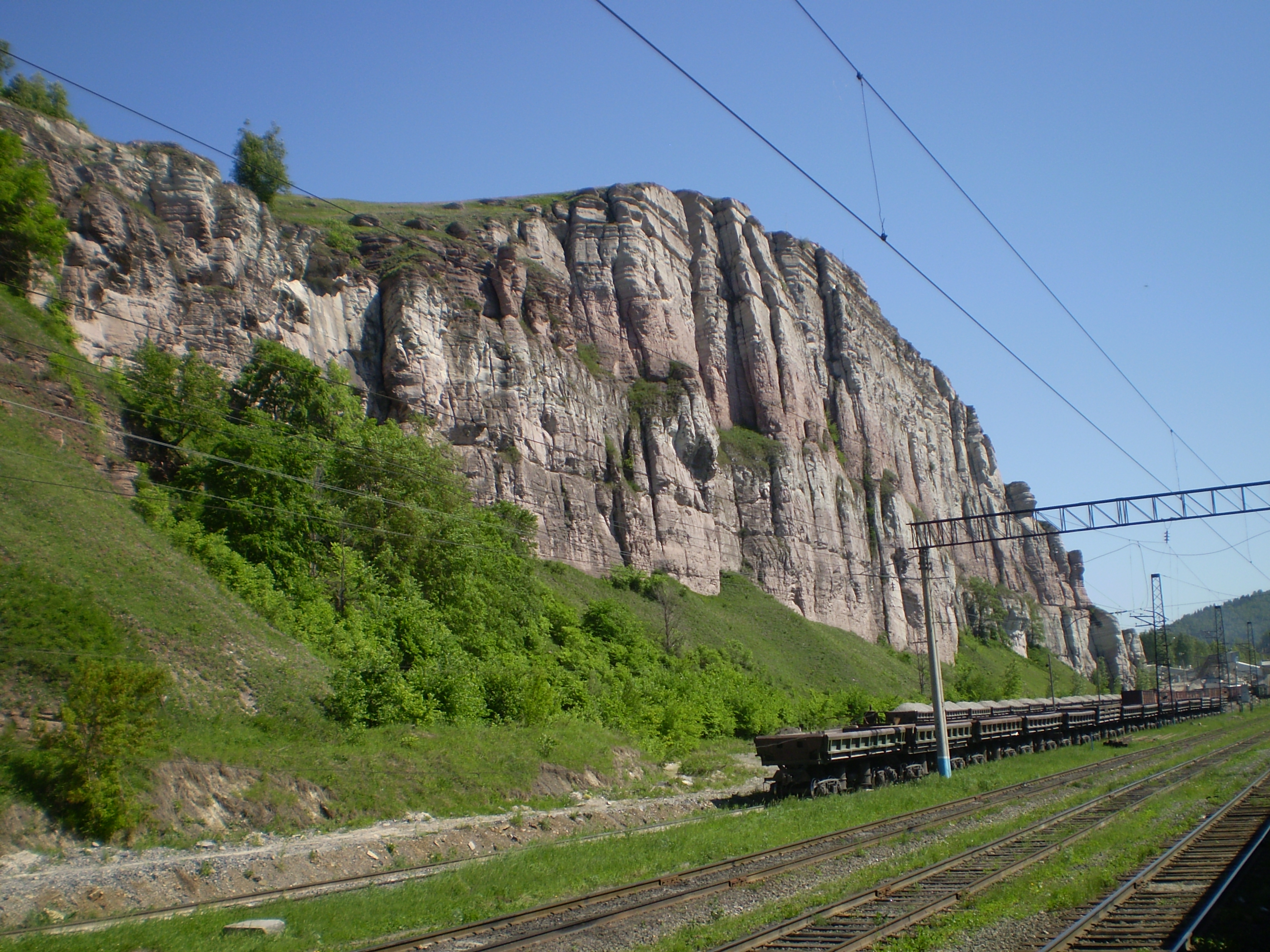
Розовая скала на железнодорожной станции Миньяр

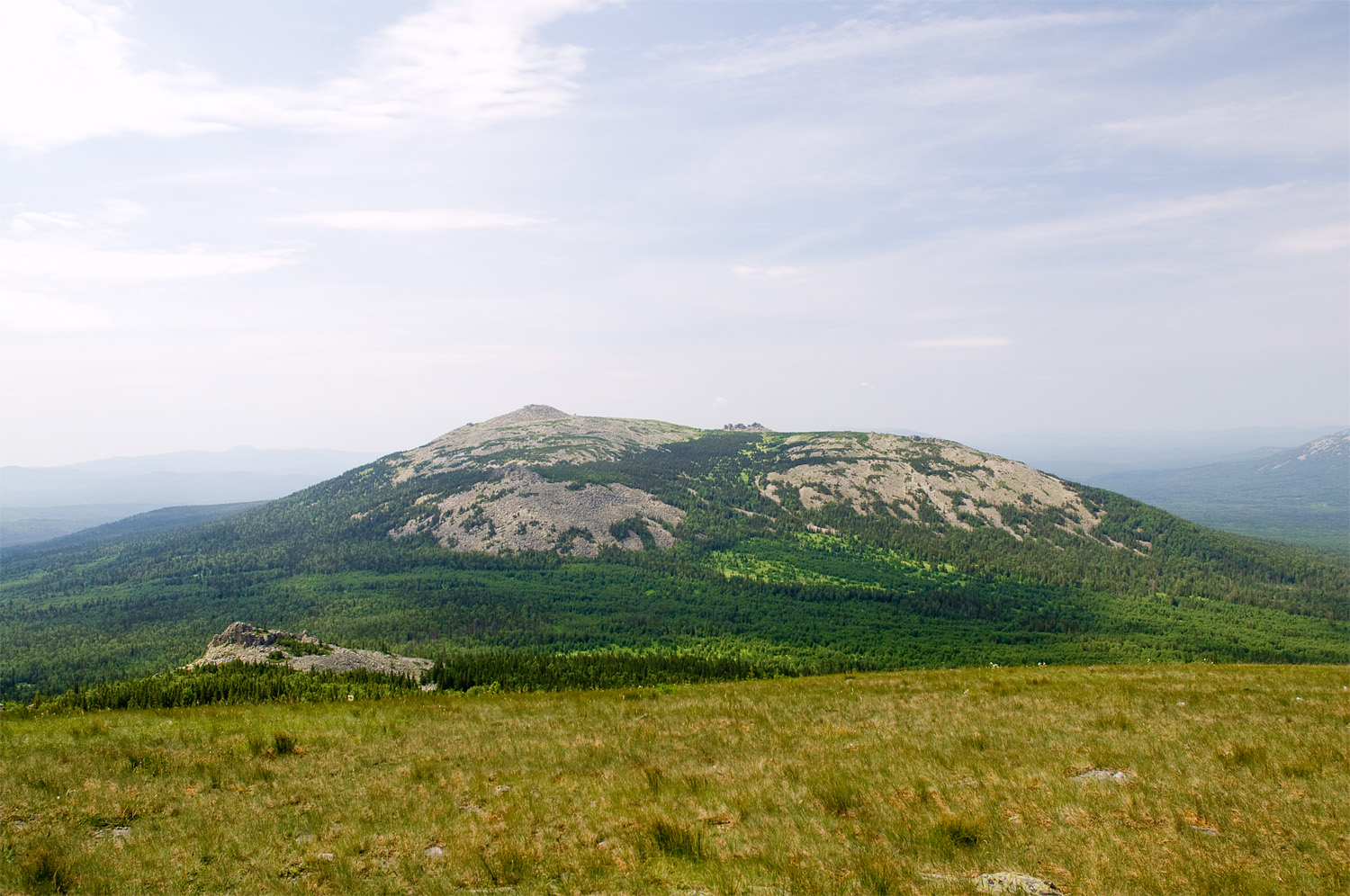
Гора Средний Нургуш, хребет Нургуш

Рельеф Южного Урала отражает геологическую историю формирования Уральской горной страны. Он включает в себя геоморфологические провинции:
- Предуральский краевой прогиб. Прогиб представляет собой приподнятую окраину Восточно-Европейской платформы;
- Горное сооружение Западного Урала представляет собой высокоподнятое рифейское основание краевых бассейнов платформы;
- Горное сооружение Центрального Урала («кристаллическая зона») представляет собой высокоподнятые комплексы фундамента платформы и раннепалеозойские образования собственно уралид;
- Восточно-Уральское представлено выровненными островодужными и микроконтинентальными террейнами;
- Западная окраина Сибирской впадины входит в Зауральский палеозойский складчатой пояс и перекрыт пострифтовыми мезозойско-кайнозойскими отложениями[источник не указан 3678 дней].

Южный Урал богат в минералогическом плане, уступая по разнообразию минералов только Мурманской области. В недрах Южного Урала открыто почти 790 минеральных видов (в Мурманской области около 900). Многочисленны месторождения и проявления полудрагоценных и поделочных камней (горный хрусталь, дымчатый кварц, аметист, гранат-демантоид, агаты, яшмы, топазы, бериллы, змеевик, опалы и др.). Значительные залежи медных руд, железных руд и строительных материалов, золота. На территории края расположен Ильменский минералогический заповедник. 
| название                  | высота, м | хребет или горный массив |
| ------------------------- | --------- | ------------------------ |
| Ямантау                   | 1640,4    | Ямантау                  |
| Большой Иремель           | 1582,3    | Иремель                  |
| Малый Ямантау (Куянтау)   | 1512,7    | Ямантау                  |
| Малый Иремель             | 1449,4    | Иремель                  |
| Большой Шелом             | 1427,1    | Зигальга                 |
| Нургуш                    | 1406,2    | Нургуш                   |
| Поперечная                | 1389,2    | Зигальга                 |
| Кашкатура                 | 1342      |                          |
| Широкая                   | 1332      |                          |
| Ялангас                   | 1298      |                          |
| Вторая сопка (Голая гора) | 1198      | Уреньга                  |
| Караташ                   | 1171      |                          |
| Круглица                  | 1178      | Большой Таганай          |
| Откликной гребень         | 1155      | Большой Таганай          |
| Весёлая                   | 1153      |                          |
| Малиновая                 | 1152      |                          |
| Караташ                   | 1118      |                          |
| Арвякрязь                 | 1068      |                          |
| Два Брата (Третья Сопка)  | 1067      | Уреньга                  |
| Катушка                   | 1043      |                          |
| Масим                     | 1040      |                          |
| Репная                    | 1032      |                          |
| Курташтау                 | 1019      |                          |
| Куркак                    | 1008      |                          |
| Юрма                      | 1003      |                          |

## Климат
Климат на рубеже умеренно и резко континентальный: холодная зима и жаркое лето. Зимой погоду определяет Азиатский антициклон, вторгающийся из Сибири, а летом приходят арктические воздушные массы с Баренцева и Карского морей, а также тропические ветры из Казахстана и Средней Азии. Континентальность климата возрастает с северо-запада на юго-восток.
Зима (середина ноября — март) — снежная, с иногда с резкими перепадами температур из-за вторжения тёплых атлантических и холодных сибирских воздушных масс. Преобладают ясные солнечные дни. Бывают метели и бураны, особенно часто в феврале (2—16 дней в месяц с метелью). Среднемесячная температура воздуха в январе: от −15 до −18 °C (максимальная: −32 °C). Иногда атлантические циклоны приносят оттепели с мокрым снегом, дождём и туманом. Снежный покров появляется в октябре, санный путь устанавливается во второй половине ноября. Высота снежного покрова в марте 40—80 см.
Весна (апрель — май) — прохладная, с заморозками. Характерно чередование пасмурных с дождём и мокрым снегом и ясных солнечных дней. Снежный покров сходит в середине апреля, в отдельные годы сохраняется до начала мая, весенняя распутица продолжается более одного месяца. Заморозки бывают до первой половины июля.
Лето (июнь — август) — умеренно тёплое с частыми и обильными грозовыми дождями (7—11 дней с грозой в июне и июле). Среднемесячная температура воздуха в июле: +19 °C (максимальная: +35 °C) . В августе уменьшается количество осадков, возрастает число ясных солнечных дней. Со второй
половины августа начинаются заморозки .
Осень (сентябрь — первая половина ноября) — холодная, пасмурная, дождливая с сильными ветрами. Иногда сентябрь бывает сухим и солнечным с утренними заморозками. Осадки выпадают в виде затяжных дождей с туманом (5—15 дней с туманом в месяц) в виде мокрого снега. Распутица начинается с середины сентября и продолжается до устойчивых морозов.
Ветры в течение года западные, юго-западные, весной и летом, кроме того, северо-западные со средней скоростью 1,3 — 4,3 м/сек.
Осадков выпадает от 350 до 700—800 мм в год. Осадки распределяются неравномерно: на западных (наветренных) склонах Южного Урала выпадает больше осадков от 550 до 650 мм, а местами больше, на восточных (подветренных) склонах меньше 400—450 мм. Наиболее влажными являются летние месяцы, когда выпадает около половины годового количества осадков. На зимний период приходится не более 25 % годовой суммы. Снежный покров мощный (до 50 см) и продолжительный (до 170 дней).

## Гидрография

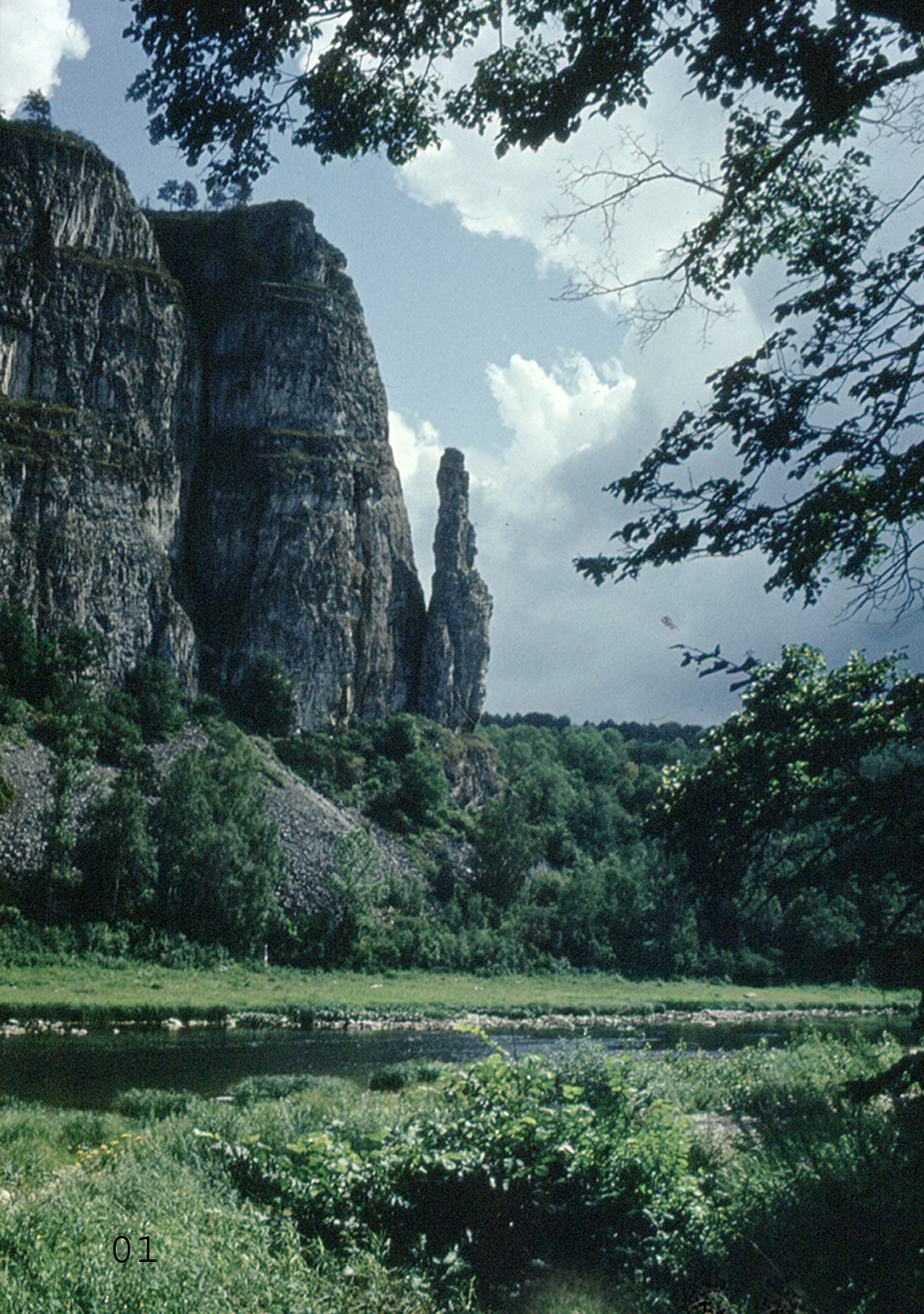
Река Белая

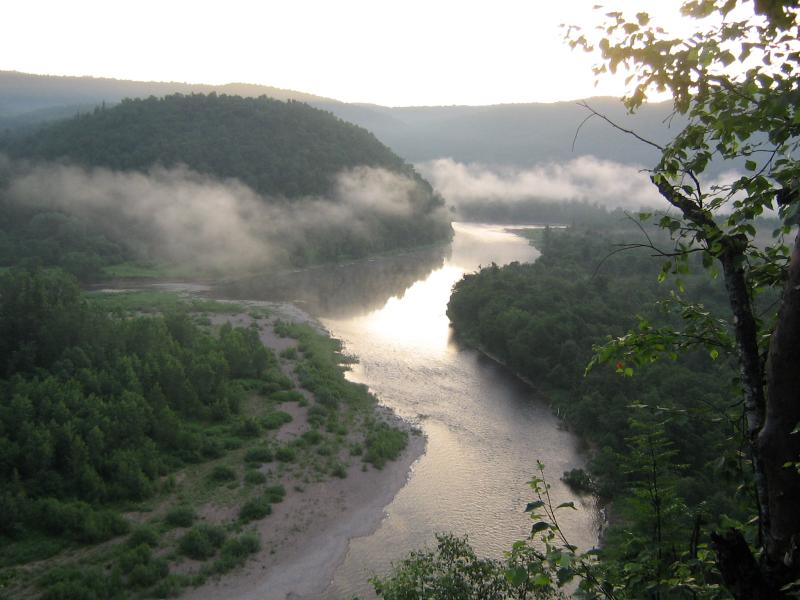
Река Инзер

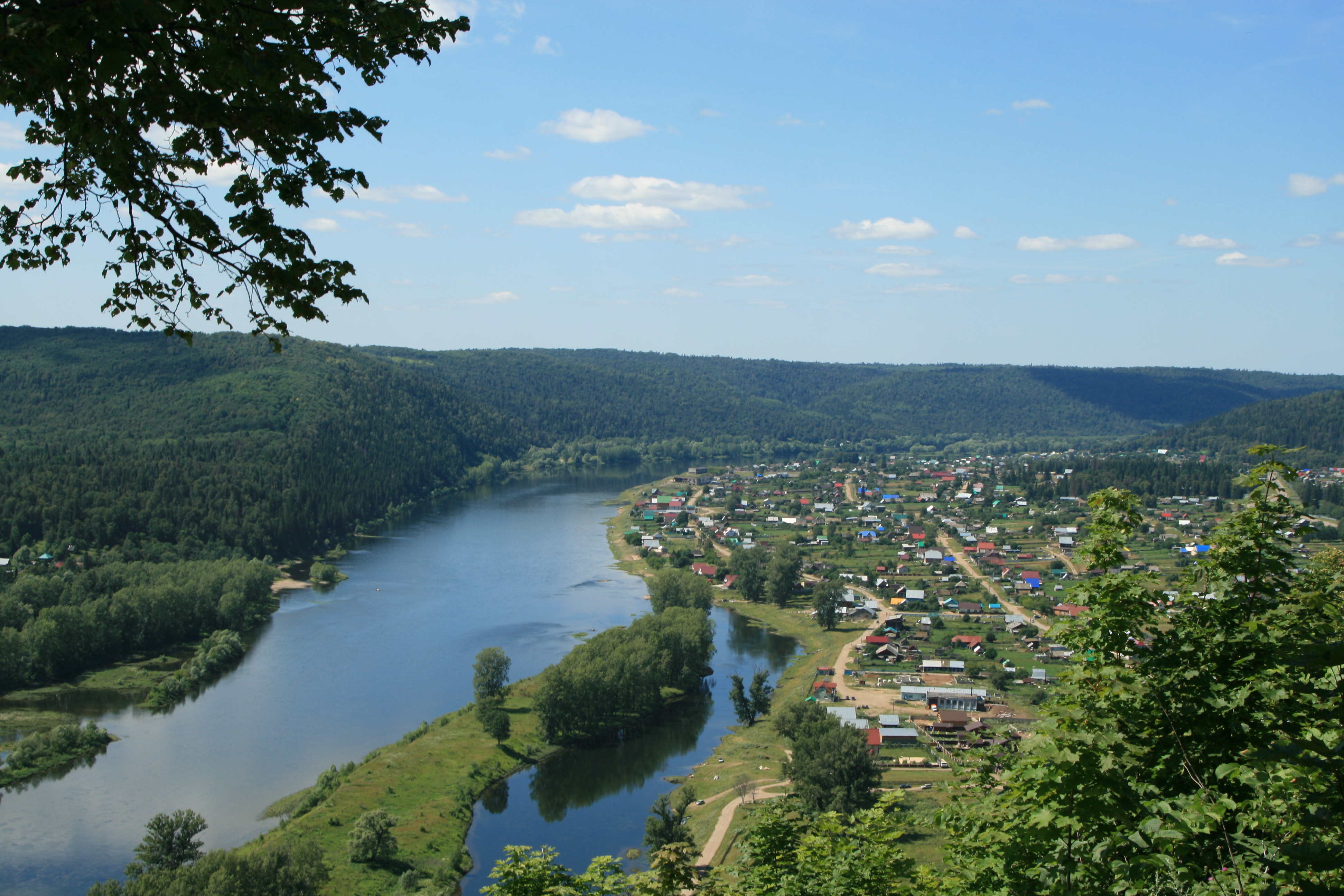
Река Уфа. Вид с Лысой горы

Почти все реки относятся к бассейну Каспийского моря, только в северной части начинает своё течение несколько рек, принадлежащих бассейну реки Оби, то есть бассейну Северного Ледовитого океана (реки Уй и Миасс). Основной водораздел (рек Белая и Урал) проходит по хребту Уралтау. На Южном Урале были судоходными обмелевшие ныне реки Белая и Урал.
Истоки многих рек заболочены. Остальные реки имеют преобладающую ширину 10—30 м (на перекатах 20—50 м), глубину 0,3—1,0 м, скорость течения 0,5—0,9 м/сек. Дно валунно-галечниковое, берега крутые и обрывистые. Реки преодолимы вброд, подъезд возможен, как правило, только по дорогам. Замерзают реки в середине ноября, в редкие годы в конце ноября — начале декабря, вскрываются в середине апреля, на перекатах в начале апреля. Толщина льда в конце зимы 60—70 см, на перекатах 20—50 см. Многие небольшие реки промерзают до дна. Половодье начинается во второй половине апреля и продолжается около месяца, уровень воды поднимается на высоту 1—3 м (на реке Инзер до 4 м). Межень в конце мая — начале июня. Летом и осенью бывают дождевые паводки с подъёмом уровня воды на 50—80 см. Главным источником питания рек являются атмосферные осадки: снег и дожди.
| - Белая (Агидель) - Урал - Уфа (Караидель) - Сим - Сакмара - Дёма - Юрюзань - Ай - Инзер - Зилим - Лемеза - Нугуш - Уй - Миасс |

Озёра

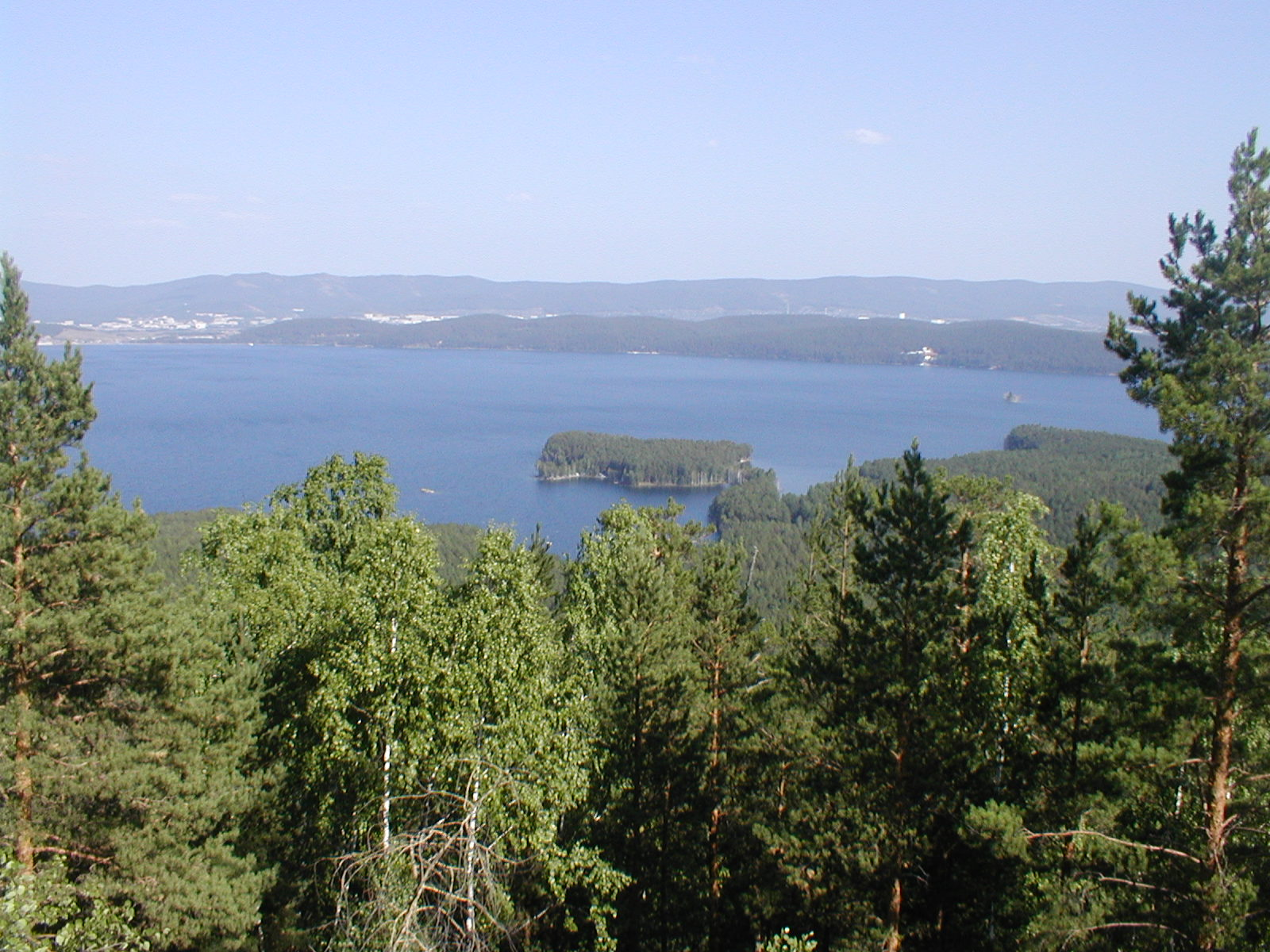
Озеро Тургояк

Наиболее высокой озёрностью (10—14 %) отличаются восточные предгорья Урала, что определяется наличием многочисленных котловин, связанных с тектоническими разломами. Озёра протянулись почти сплошной полосой от Чебаркульской озёрной группы на юге до Синарской на севере (Увильды, Иртяш, Тургояк, Каслинские озёра). Озёра восточных предгорий располагают большими ресурсами пресной воды.
Особый тип представляют карстовые озёра, возникшие на месте карстовых воронок и провалов. Карстовые озёра имеют обычно малые размеры, но большие глубины (до 10—15 м и более). В результате изменения направления течения рек в старицах образуются пойменные озёра. Как правило, они неглубокие и небольшие по площади. Такие озера можно встретить в долинах Урала, Гумбейки, Миасса, Течи и других рек. В Зауралье наряду с пресными озёрами много солёных (Таузаткуль, Солёный Кулат, Лаврушино).

## Растительный и животный мир

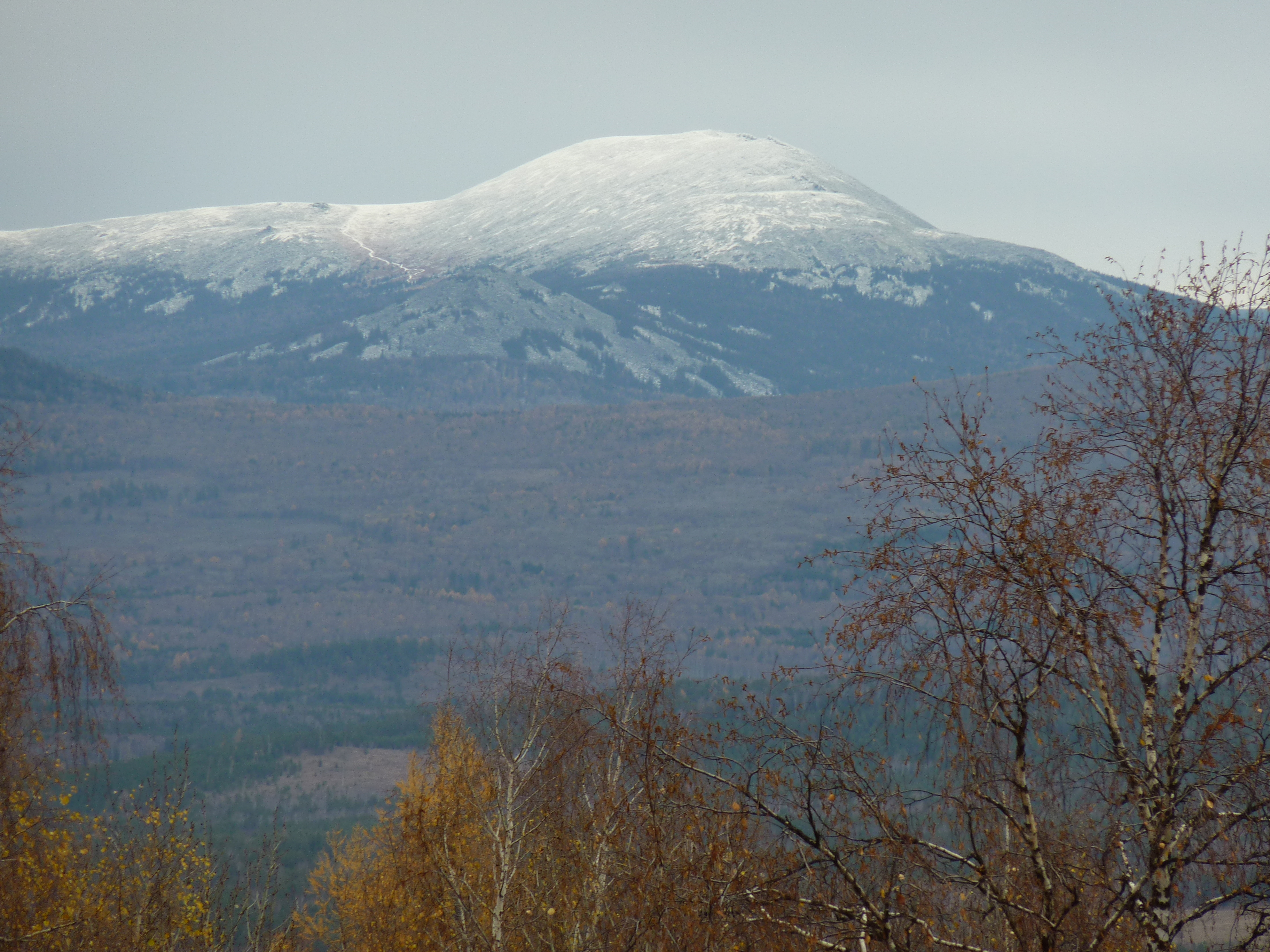
Гора Большой Иремель

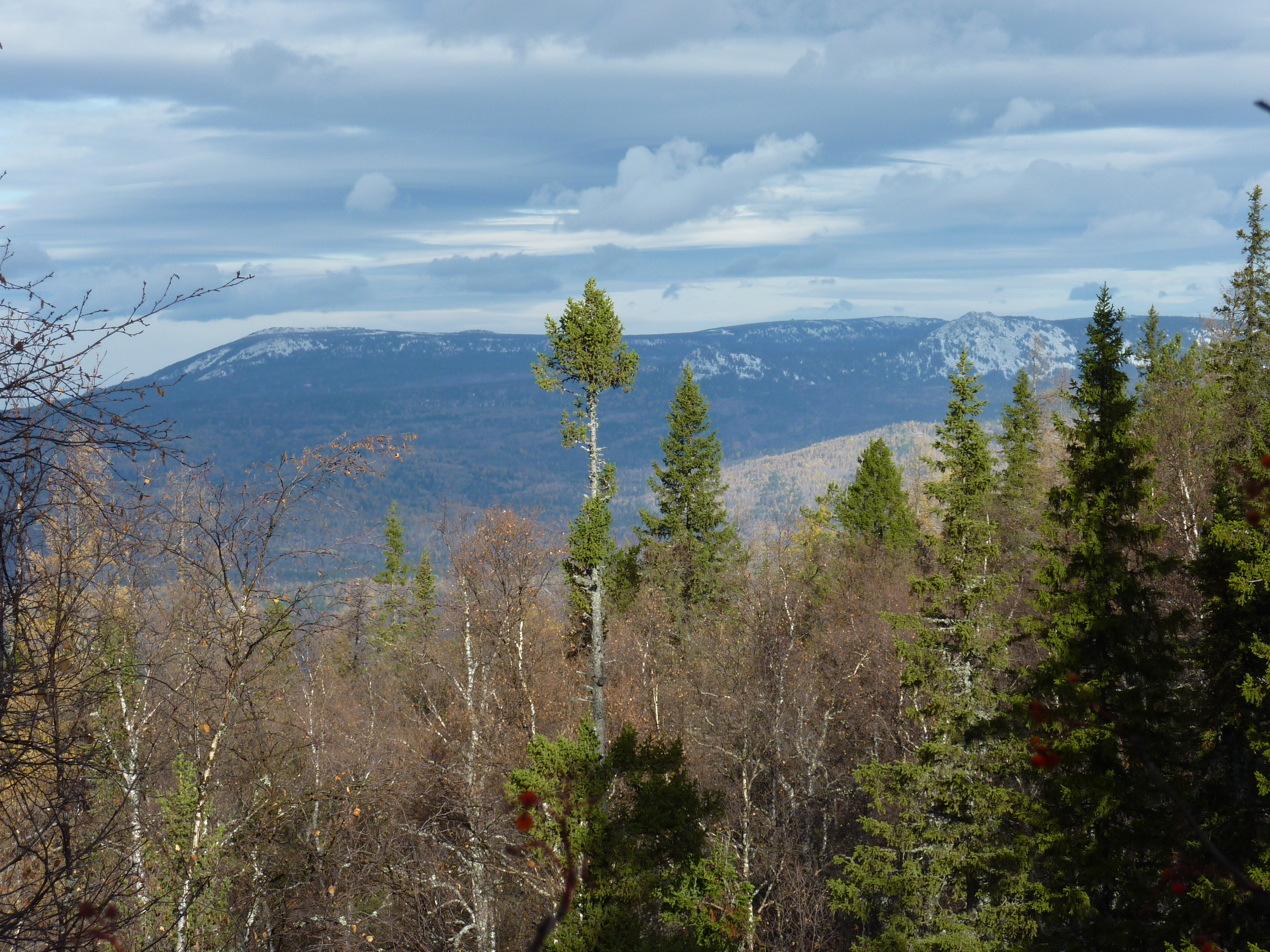
Хребет Зигальга

Уральские горы, являясь важным климатическим рубежом, обуславливают значительные различия в характере растительности европейского и азиатского склонов. На западных склонах, в пределах высот 250—650 м расположены южнотаёжные хвойно-широколиственные леса. Наиболее распространены сосновые лиственнично-сосновые и смешанные липово-сосновые леса. На крайнем западе горно-лесной зоны распространены широколиственные леса.
Равнинные зауральские пространства почти делятся между лесостепной и степной зонами. В северной части лесостепной зоны в растительном покрове чередуются между собой сосновые (иногда с лиственницей), елово-сосновые и берёзово-сосновые леса с суходольными лугами и участками луговой степи. Южная часть подзоны представляет собой колковую лесостепь. Луговые и разнотравно-злаковые степи чередуются здесь с борами, сосново-берёзовыми рощами и берёзовыми колками.
Чётко прослеживается высотная поясность. Пояс горно-таёжных темнохвойных лесов простирается до высоты 1000—1500 метров над уровнем моря. В нижней его полосе преобладают пихтово-еловые леса, среди которых встречаются лиственнично-сосновые леса, иногда с липой в подлеске. Там, где основные породы были вырублены, выросли осиново-берёзовые леса. Леса в этом поясе чередуются с луговыми полянами.
Выше начинается подгольцовый пояс, лес становится ниже (до 5—7 м) и реже, появляются все более широкие горные поляны и значительные по размерам каменные россыпи. Пояс каменных россыпей отличается бедной флорой, представлен лишайниками желтовато-зелёного цвета и тёмно-серого цвета и листоватыми лишайниками, обычно тёмно-серого, почти чёрного цвета. Между камнями в понижениях накапливается мелкозём, где появляются кустистые лишайники. Появляются анемоны, можжевельник, овсяница, осока. Некоторые россыпи языками — «реками» сползают — «стекают» вниз по склонам, проходя через все высотные пояса, доходя часто до подошвы хребтов.
Гольцовый пояс — горная тундра располагается на хребтах Зигальга, Зильмердак, Иремель, Ямантау на высотах 1280—1380 м, где имеются пологие, широкие террасы, покрытые мхами и другой растительностью (овсяница, осока, анемон, чемерица, гвоздика, незабудка, колокольчик). Уральская горная тундра сильно схожа с альпийскими лугами европейских гор.
Так как Южный Урал включает в себя множество климатических поясов, животный мир здесь тоже очень разнообразен. Здесь обитают типичные представители леса (бурундук, куница, заяц, рысь, лиса, волк, косуля, кабан, лось, бурый медведь) и обитатели степи (сурок, суслик, богомол и т. д.). Зимой залетает белая полярная сова и снегирь. Летом гнездится множество южных перелётных птиц, такие как пеликан, орёл-могильник, различные журавли.

## Туризм
Туризм приобрёл глобальный характер с запуском 55-го Всесоюзного туристского маршрута «По Южному Уралу» (турбаза «Ильменская» — Челябинск). В районе реки Сим находится пещерный град «Серпиевский». Здесь встречаются практически все формы карстовых пещер: горизонтальные, вертикальные и лабиринтовые, карстовые воронки и провалы, родники и суходолы, карстовые арки, ниши и гроты, подземные русла рек. В Игнатьевской пещере жил и скончался старец Игнатий.
В отрогах Урала расположен национальный парк «Зюраткуль», где кроме богатой флоры и фауны, находятся исторические памятники: 10 стоянок каменного века.
Другой национальный парк «Таганай» также пользуется популярностью у туристов и местных жителей. Его ландшафты называли «Русской Швейцарией» и «Уральским Тиролем», здесь сохранились экологические системы тундры и луга, редколесья, реликтового леса. Одна из достопримечательностей парка Откликной гребень, где можно услышать восьмикратное эхо. Высшая точка хребта — гора Круглица, её вершина состоит из каменных глыб весом до десятков тонн. Коллекционеров минералов привлекает «Каменная река», нагромождение обломков авантюрина, её ширина 100—800 м и длина 6 км.
Ильменский заповедник вначале был образован как минералогический. Здесь были открыты 11 минералов (ильменит, миасскит, ушковит, самарскит), находят редкие чёрные звёздчатые корунды, а всего видов минералов в заповеднике 260. Достопримечательностями заповедника считаются более 30 озёр. На берегу озера Тургояк действует клуб дайверов. На территории заповедника действует естественно-научный музей Института минералогии. Очень богата флора заповедника более 800 видов растений, немало реликтовых. Животный мир заповедника насчитывает 50 видов млекопитающих, 200 птиц, 14 рыб.
Особый интерес представляет заповедник «Шульган-Таш», где развивается бортевое пчеловодство и расположена знаменитая Капова пещера, а также Башкирский и Южно-Уральский заповедники, национальные и природные парки «Башкирия», «Иремель», «Мурадымское ущелье» и другие.

## Достопримечательности
- Уралтау
- Кук-караук (водопад)
- гора Торатау
- Шиханы
- Капова пещера
- заповедник Шульген-Таш
- гора Янгантау
- гора Ямантау
- гора Большой Иремель
- Аркаим,
- Озеро Тургояк,
- Озеро Аргази (озеро),
- Озеро Зюраткуль,
- Ильменский заповедник,
- Национальный парк «Таганай»,
- Сугомакская пещера.

## Административно-территориальное деление
На территории Южного Урала находятся Субъекты Российской Федерации — Челябинская область, большая часть Оренбургской области и Башкортостана, и при этом Южный Урал частично занимает два федеральных округа Российской Федерации — Приволжский и Уральский.